# Regenwald-Nilwaran
Der Regenwald-Nilwaran (Varanus ornatus) ist eine Art der Schuppenkriechtiere (Squamata) aus der Gattung der Warane (Varanus). Früher als Unterart des Nilwarans (Varanus niloticus) eingestuft, gilt der Regenwald-Nilwaran nunmehr als eigenständige Art. Er wird etwa 2 m lang, ist ähnlich wie der Nilwaran stark ans Wasser gebunden und ernährt sich vor allem von Krebstieren.

## Systematik
Die Erstbeschreibung erfolgte 1803 durch François-Marie Daudin. Lange Zeit als eigenständige Art anerkannt, wurde er 1942 in Mertens klassischer Monografie der Warane als Unterart des Nilwarans (Varanus niloticus) eingeordnet. Zieger & Böhme (1997) erhoben das als Varanus niloticus ornatus bezeichnete Taxon wieder in den Artstand, da der Nilwaran und seine vermeintliche Unterart sympatrisch vorkommen, ohne dass ein Übergang von der einen zur anderen Unterart erkennbar ist. Darüber hinaus ist die Morphologie der Paryphasmen auf den Hemipenes der beiden Arten unterschiedlich. Daher müssen die beiden Taxa als verschiedene, wenn auch sehr nahe verwandte Arten betrachtet werden.

## Merkmale
Das längste zuverlässig gemessene Exemplar des Regenwald-Nilwarans erreichte eine Gesamtlänge von 1,9 m, die Schädel zweier sehr großer Exemplare lassen jedoch auf eine Länge von mehr als 2,5 m schließen. Der Schwanz ist bei etwa 1,6–1,7 mal so lang wie die Kopf-Rumpf-Länge. Der Regenwald-Nilwaran ist sehr stämmig gebaut und hat einen großen Kopf.
Die Körperoberseite ist schwärzlich, mit einem hellen gelben Muster von Linienzeichnungen am Kopf. Auf dem Rücken finden sich 5, selten weniger Querbänder von gelblich-schwarzen Augenflecken; dieses Merkmal kann zur Unterscheidung vom sonst recht ähnlichen Nilwaran herangezogen werden, da dieser normalerweise 6 oder mehr dieser Bänder hat. Zwischen den Bändern ist die dunkle Grundfarbe mit gelblichen Tüpfelungen gezeichnet. Der Schwanz zeigt 12 breite, gelbe Querbänder. Die Körperunterseite ist gelb und mit einer weitmaschigen schwarzen Netzzeichnung überzogen. Die Zunge ist weißlich bis rosa.

## Verbreitung und Lebensraum
Auf Landesebene erstreckt sich sein Verbreitungsgebiet in Guinea, Sierra Leone, Liberia, Ghana, Nigeria, Kamerun, Äquatorialguinea, Gabun, der zentralafrikanischen Republik, der Demokratischen Republik Kongo und Benin. In Nigeria wird er von Einheimischen „Dgyou-Dgyou“ und „Gedee“, in Benin „Guana“ und in Nigeria und Tansania „Ju-Ju“ genannt.
In weiten Teilen seines Verbreitungsgebiets lebt er sympatrisch mit dem Nilwaran zusammen. Der Regenwald-Nilwaran bewohnt weite Teile der zentralafrikanischen tropischen Regenwälder, vor allem den Tiefland-Regenwald, aber auch Sekundärwald, Sümpfe, Mangroven, savannenartige Habitate am Rande des Waldes, gerodete Flächen und in der Nähe menschlicher Siedlungen. Er lebt meist in der Nähe größerer Wasserkörper und kommt in bis 1200 m Meereshöhe vor.

## Lebensweise
Der Regenwald-Nilwaran ist hauptsächlich bodenbewohnend, aber auch ein guter Kletterer und ein sehr guter Schwimmer. Er ist tagaktiv und legt im Gegensatz zum auch in trockeneren Lebensräumen vorkommenden Nilwaran keine Ruheperiode in der Trockenzeit ein, ist jedoch wie sein naher Verwandter zur Regenzeit aktiver. Er sucht aktiv nach Beute, vor allem Krebstiere. Nach Untersuchungen von Angelici & Luiselli (1999) ernährt sich der Regenwald-Nilwaran zu 56 % von Krebstieren, nur 10 % der Nahrung machen Wirbeltiere aus, jeweils 1,7 % davon junge Stumpfkrokodile (Osteolaemus tetraspis) und jüngere Artgenossen. Während die Jungtiere noch warantypische spitze Zähne haben, vollzieht sich im Lauf der Individualentwicklung ein Wechsel zu stumpfen Mahlzähnen, wohl als Anpassung an die hauptsächlich aus Krebstieren bestehende Ernährung. Das Nahrungsspektrum von Jungtieren ist jedoch mit demjenigen der Adulti trotz der ontogenetischen Veränderung der Zähne nahezu identisch. 
Über die Fortpflanzung des Regenwald-Nilwarans in der Natur ist wenig bekannt. In Südost-Nigeria wurden trächtige Weibchen zwischen dem späten März und der Mitte des April gefunden, die ersten Jungtiere im frühen Mai. In Südost-Guinea und Südkamerun jedoch wurden frisch geschlüpfte Jungtiere im Oktober gefunden. Bei in Gefangenschaft gehaltenen Weibchen wurde Parthenogenese beobachtet, die so entstandenen Gelege umfassten 12 und 15 Eier. Bisher entstanden beim Regenwald-Nilwaran durch Parthenogenese keine lebensfähigen Jungtiere.

## Belege